# Жеглиця
Жегли́ця (болг. Жеглица) — село у Видинській області Болгарії. Входить до складу общини Видин.

## Населення
За даними перепису населення 2011 року у селі проживали 177 осіб.
Національний склад населення села:
| Національність   | Кількість осіб | Відсоток |
| ---------------- | -------------- | -------- |
| болгари          | 155            | 88,6%    |
| цигани           | 19             | 10,9%    |
| турки            | 0              | 0%       |
| Всього відповіли | 175            |          |

Розподіл населення за віком у 2011 році:
Динаміка населення: